# (23999) Rinner
(23999) Rinner est un astéroïde de la ceinture principale.

## Description
(23999) Rinner est un astéroïde de la ceinture principale. Il fut découvert le 9 septembre 1999 à Saint-Michel-sur-Meurthe par Laurent Bernasconi. Il présente une orbite caractérisée par un demi-grand axe de 2,42 UA, une excentricité de 0,13 et une inclinaison de 1,2° par rapport à l'écliptique.
Il a été nommé en honneur de l'astronome amateur française Claudine Rinner.

## Compléments